# Phreatosasellus miurai
Phreatosasellus miurai är en kräftdjursart som först beskrevs av Claude Chappuis 1955.  Phreatosasellus miurai ingår i släktet Phreatosasellus och familjen sötvattensgråsuggor. Inga underarter finns listade i Catalogue of Life.